# Провалов Костянтин Іванович
Костянтин Іванович Провалов (рос. Константин Иванович Провалов; 11 червня 1906, Заімка Бабушкіна — 10 грудня 1981, Москва) — радянський військовий діяч, командувач Південної групи військ, генерал-полковник, Герой Радянського Союзу (25.10.1938). Депутат Верховної Ради УРСР 6-го скликання (1963–1967 роки). Депутат Верховної Ради СРСР 7-го скликання.

## Біографія
Народився 11 червня 1906 року в селі Заімці Бабушкиній (нині село Бабушкіно Черемховського району Іркутської області) в селянській родині. Росіянин. Закінчив 7 класів. З 1927 по 1928 рік працював землевпорядником, головою Бабушкінської сільської ради.
У Червоній Армії з вересня 1928 року. У 1929 році закінчив полкову школу 117-го стрілецького полку 39-ї стрілецької дивізії. Член ВКП(б) з 1930 року. У 1931 і 1938 роках закінчив піхотні курси в Іркутську, в 1933 році — Омське військове училище. Служив у 117-му стрілецькому полку 39-ї стрілецької дивізії Окремої Червонопрапорної Далекосхідної армії — курсант, помічник командира взводу. У 1929 році брав участь у бойових діях проти китайських військ на Китайсько-Східній залізниці, був поранений. З грудня 1931 року в тому ж полку командував взводом і ротою, був командиром окремої кулеметної роти дивізії. З листопада 1937 року — начальник штабу, а з липня 1938 року — командир 120-го стрілецького полку 40-ї стрілецької дивізії 1-ї Окремої Червонопрапорної армії. Учасник боїв біля озера Хасан, розгромив противника в районі висоти Заозерної і успішно виконав бойове завдання. У бою був двічі поранений, але продовжував керувати боєм до повного розгрому ворога. Незабаром після боїв йому було присвоєно позачергове звання полковника.
За вміле командування полком, героїзм і мужність, проявлені в боях з японськими мілітаристами, Указом Президії Верховної Ради СРСР від 25 жовтня 1938 полковнику Провалову Костянтину Івановичу присвоєно звання Героя Радянського Союзу з врученням ордена Леніна, а після заснування знака особливої відмінності йому вручена медаль «Золота Зірка» за № 95.
У квітні 1939 року направлений на навчання і у 1941 році закінчив Військову академію імені М. В. Фрунзе.

### Радянсько-німецька війна
На початку радянсько-німецької війни з серпня 1941 року К. І. Провалов формував 383-ю стрілецьку дивізію в Сталіно. Потім командував цієї дивізією в 18-й армії Південного і Північно-Кавказького фронтів, в 47-й армії Чорноморської групи військ Закавказького фронту і в 56-й армії Північно-Кавказького фронту. Вивів частини дивізії з «котла» у жовтні 1941 року, брав участь в оборонному і наступальному боях за Ростов-на-Дону, з боями відступав через Дон і Кубань влітку 1942 року, обороняв Кавказ на Туапсинському напрямку. У 1941 році був поранений, в 1942 — контужений. З 27 березня 1942 року — генерал-майор.
З червня 1943 року — командир 16-го стрілецького корпусу в 56-ї армії Північно-Кавказького фронту (з листопада — Окремої Приморської армії), активний учасник Керченсько-Ельтигенської десантної операції, боротьби за Керченський плацдарм в листопаді 1943 — березні 1944 років, розгрому німецько-румунської 17-ї армії в квітні—травні 1944 року в Кримській наступальної операції (корпус генерала Провалова відвойовував Керч, Феодосію, Алушту, Ялту, Алупку, Балаклаву).
З травня 1944 року командир 113-го стрілецького корпусу 31-ї армії 3-го Білоруського фронту, брав участь у Вітебсько-Оршанській наступальній операції. З липня 1944 року до Перемоги — командир 36-го стрілецького корпусу в тій же 31-й армії 3-го Білоруського фронту, який під його командуванням відзначився в ході Мінської, Білостоцької (липень 1944 року), Гумбіннен-Гольдапської (жовтень 1944), Інстербурзько-Кенігсберзької (січень—лютий 1945 року) операцій. У квітні 1945 року корпус разом з армією був перекинутий на центральну ділянку фронту і встиг взяти участь у Празькій операції у складі 1-го Українського фронту. Під командуванням К. І. Провалова корпус отримав почесне найменування «Неманский» і був нагороджений орденом Червоного Прапора.

### Повоєнні роки
Після війни, з липня 1945 року командував 3-м гвардійським, з квітня 1947 по грудень 1948 року — 9-м гвардійським стрілецькими корпусами. З 11 травня 1949 року — генерал-лейтенант. У 1950 році закінчив Вищу військову академію імені К. Є. Ворошилова.
З лютого 1952 року працював в 2-му Головному управлінні Генерального штабу, з грудня 1952 року — начальник Управління бойової та фізичної підготовки Закавказького військового округу. З грудня 1953 року — командир 13-го стрілецького корпусу, з квітня 1956 року — командир 31-го особливого стрілецького (з жовтня 1957 року — 31-го армійського особливого) корпусу. З січня 1958 року — командувач 4-ю армією. З червня 1959 року — перший заступник командувача військами і член Військової ради Прикарпатського військового округу.
З 9 травня 1961 року — генерал-полковник. З вересня 1962 року — командувач Південної групи військ, що знаходилася на території Угорської Народної Республіки.
З жовтня 1969 року — перший заступник Головного інспектора Міністерства оборони. З серпня 1973 року — військовий консультант Групи генеральних інспекторів Міністерства оборони СРСР.
Автор книги «В огне передовых линий». Москва, 1981.
Помер 10 грудня 1981 року у Москві. Похований у Москві на Новодівичому кладовищі (ділянка 7).

## Нагороди, відзнаки
Нагороджений чотирма орденами Леніна (25 жовтня 1938, …, 11 червня 1966), трьома орденами Червоного Прапора (25 жовтня 1943, …, 22 лютого 1968), орденом Суворова 1-го ступеня (16 травня 1944), двома орденами Суворова 2-го ступеня (8 лютого 1943, 19 квітня 1945), орденами Кутузова 2-го ступеня (4 липня 1944), Червоної Зірки, «За службу Батьківщині у Збройних Силах СРСР» 3-го ступеня (30 квітня 1975), медалями, іноземними орденами і медалями.
Почесний громадянин Севастополя (з 6 травня 1974 року).